# Stamnodes affiliata
Stamnodes affiliata är en fjärilsart som beskrevs av Richard F. Pearsall 1911. Stamnodes affiliata ingår i släktet Stamnodes och familjen mätare. Inga underarter finns listade i Catalogue of Life.